# Diplomystes nahuelbutaensis
Diplomystes nahuelbutaensis és una espècie de peix de la família Diplomystidae i de l'ordre dels siluriformes.

## Morfologia
- Els mascles poden assolir 26 cm de longitud total.[6]

## Hàbitat
És un peix d'aigua dolça i de clima subtropical.

## Distribució geogràfica
Es troba al sud de Sud-amèrica: conques dels rius Biobío i Loncomilla a Xile.